# رادووانگ (صربستان)
رادووانگ (به صربی: Radovanje) یک منطقهٔ مسکونی در صربستان است که در ولیکا پلنا واقع شده‌است. رادووانگ ۶۸۹ نفر جمعیت دارد.